# Anastasia Laurentievna Abramova
Anastasia Laurentievna Abramova (1915 - 1976) foi uma botânica russa.